# Günter Koch
Günter R. Koch (* 4. August 1947 in Freiburg im Breisgau) ist ein deutscher Informatiker, Unternehmensberater, Forschungsmanager und Projektentwickler.

## Leben
Koch studierte Informatik an der Universität Karlsruhe. Danach war er Gründer und Geschäftsführer verschiedener Softwareunternehmen, von 1993 bis 1997 Gründungs- und Generaldirektor des von der EU-Kommission aus der Taufe gehobenen European Software Institute und schließlich von 1998 bis 2003 CEO der Austrian Research Centers (ARC, vormals Forschungszentrum Seibersdorf, heute Austrian Institute of Technology. Als Mitglied des Leitungskreises der European Association of Research and Technology Organisations (EARTO) war er 2004 Initiator und Mitglied der High Level Expert Groups der Europäischen Kommission zum Thema Intellektuelles Kapital, die einen Abschlussbericht mit dem acronymen Titel RICARDIS zur „Wissenskapitalbewertung“ von insbesondere kleinen und mittleren Unternehmen (KMUs) veröffentlichte. Er ist Gründer und Sprecher des österreichischen Partnerschaftsunternehmens execupery sowie Vorstand im Verein Knowledge Management Austria (KM-A) mit Arbeitsschwerpunkten in Wissensökonomie, Wissensmanagement und Wissensbilanzierung. Er gilt zusammen mit der (mittlerweile verstorbenen) Ursula Schneider, vormals Professorin an der Universität Graz, als Entwickler der Wissensbilanzierung und insbesondere des „Standard“-Wissensbilanz-Modells, wie es in Deutschland unter der Bezeichnung „Wissensbilanz – Made in Germany“ bekannt wurde. 2007/2008 war er Aufbau-Geschäftsführer des neu gegründeten Central European Institute of Technology (CEIT) bei Wien. Von 2006 bis 2014 war er Generalsekretär des New Club of Paris in dessen Auftrag er seit 2012 die Humboldt Cosmos Multiversity auf Teneriffa, Kanarische Inseln aufgebaut hat. Koch lebt wechselweise in Wien und Teneriffa.
Sein jüngstes Engagement in Sachen Wissen(schaft)smanagement bestand in der Übernahme der Vorsitzes de Forschungsvereins für Gemeinwohlökonomie, eine Funktion, die er 2019 zugunsten einer einfachen Vorstandsrolle zurücklegte.
Zwischen 2006 und 2018 betrieb Koch in Wien die Kunst- und Veranstaltungsgalerie KoKo, deren Spezialität Ausstellungen von Art-Brut-Kunst war; heute ist KoKo nur mehr eine Kunst-Management-Aktivität. In Folge seiner Kunst-Affinität gründete er 2018 zusammen mit Gefährten seiner Berufslaufbahn den Verein www.graspnetwork.net, dessen Ziel es ist, „unverstandene“ Zusammenhänge durch Inspiration Methoden der Kunst zu „begreifen“ („grasp“).
In der Tradition seines Kompetenzerwerbs in Sachen Wissens-Wissenschaften wurde er 2018 zum Mitglied des Managementboards des World Capital Institutes berufen.

## Wissenschaftliches Engagement
Er hält zudem Gastprofessuren in Systemforschung und Forschungsmanagement inne und ist heute Adj. Professor an der TU Graz sowie – mittlerweile emeritiert – Gastprofessor an der Donau-Universität. Bis 2015 war Koch amtierender Generalsekretär des New Club of Paris, Vorstand beim Verband Österreichischer Software Industrie (VÖSI), Gründungs- und Vizepräsident der Austrian Association of Research in IT (AARIT) – dem österreichischen Zweig des European Research Consortium in Informatics and Mathematics (ERCIM), und „Fellow“ der von John Casti gegründeten Wiener Zukunftsforschungsgruppe Kenos-Circle. U. a. war er im Advisory Board des Leonardo European Corporate Learning Award. Er hat(te) diverse Aufsichtsratsmandate inne, auch als Vorsitzender, insbesondere bei diversen Softwareunternehmen, so von 2013 bis 2018 der in Erlangen residierenden GiS GmbH.

## Auszeichnungen
Koch wurde 2005 vom österreichischen Präsidenten mit dem „Ehrenkreuz für Wissenschaft und Kunst erster Klasse“ ausgezeichnet für seine Leistungen in Forschungsmanagement und seine Sanierungs- und Aufbauleistungen für das Austrian Institute of Technology, wie auch für die Grundlegung der Wissensbilanzierung, heute als gesetzlich verpflichtendes Steuerungswerkzeug für die österreichischen Universitäten eingeführt. Davor, schon 1998, erhielt er die Kaplan-Erfindermedaille vom Österreichischen Patentinhaber- und Erfinderverband für seine Leistungen und Beiträge auf informatischem Gebiet. 2019 erhielt er auf Antrag des früheren rumänischen Wissenschaftsministers ein Ehrendoktorat (Dr.hc.) in Anerkennung seiner Lebensleistung in diversen Wissenschaftsbereichen, so zuletzt in Alternativen Wirtschaftsmodellen.

## Publikationen (Auswahl)
Koch hat etwa 100 Publikationen verfasst, davon mehrere Bücher, darunter in den 1970- und 1980er Jahren die „Einführung in die Informatik“. 2010/2011 wurde er als Co-Verfasser und Herausgeber des Länderberichtes des New Club of Paris zu Österreich unter dem Titel „Österreichs Transformation in die Wissensgesellschaft“ u. a. zusammen mit dem österreichischen Ex-Vizekanzler Erhard Busek mit Vorschlägen öffentlich, wie ein nationaler Transformationsprozess von der Informations- in die Wissensgesellschaft zu gestalten sei. Mit gleicher Mission ist er seit 2013 in Ländern der sog. Donauregion engagiert, regionale Wissensbilanzen mit dem Ziel zu entwickeln, den Donauraum als „Wissensregion“ zu profilieren.
Folgende Publikationen sind für Kochs Arbeiten repräsentativ:
- Visioning Workshop der außeruniversitären Forschung in Österreich. Krems 2003, TIM-Fachbuchverl, ISBN 978-3-901876-19-6
- zus. mit Rembold, Ulrich: Einführung in die Informatik für Ingenieure und Naturwissenschaftler, München 1987, Hanser Fachbuchverlag
- Anforderungen an eine Spezifikations- und Entwurfsmethode für Prozessautomatisierungssysteme. Karlsruhe 1979, Univ., Fak. für Informatik
- Hoffmann, Rainer H.; Koch, Günter R.: Statistische Angaben zum aktuellen Stand der Prozessdatenverarbeitung in der BRD: (e. Befragung, ihre Ergebnisse u. Folgerungen bezügl. Wirtschaftlichkeitsanalysen beim PVD-Einsatz). Karlsruhe 1976, Inst. für Informatik 3, Lehrstuhl für Planungs- u. Programmiertechniken von Prozessrechnern